# Réservoir de biodiversité
 (février 2025).
Les réservoirs de biodiversité (parfois dénommés « cœurs d'habitat » ou « noyaux de biodiversité ») sont en France l'une des quatre composantes majeures de la trame verte et bleue dans le cadre de laquelle ils doivent être cartographiés ou sont encore à cartographier (les trois autres grands éléments, complémentaires, étant à prendre en compte et cartographier étant les corridors biologiques, les zones tampons et la matrice, dans laquelle peuvent s'intégrer des « espaces naturels-relais », qui sont d'autres espaces présentant une couverture végétale qui les rend susceptibles de constituer des espaces relais pour les déplacements de la faune et de la flore à travers le paysage mais pour lesquels le manque d'information quant à leur qualité écologique et biologique ne permet pas de les qualifier plus précisément,)

Les réservoirs de biodiversité sont en quelque sorte équivalents aux « points chauds de biodiversité » (« Hotspot ») existant ou à restaurer aux échelles régionales.
Ces réservoirs de biodiversité sont souvent mieux appréhendés à l'échelle des « sous-trames », mais plusieurs sous-trames peuvent se superposer dans un même réservoir (par exemple la sous-trame des milieux forestiers et la sous-trame zones humides dans le cadre d'une forêt alluviale inondée.

Ces réservoirs représentent sur les cartes de la Trame verte et bleue par exemple des forêts, des dunes, landes, coteaux calcaires, des cours d'eau ou parties de cours d'eau, des zones humides, importants voire vitaux pour la préservation et/ou restauration de la biodiversité, ou l'association de deux ou plus de ces milieux.
Ces réservoirs sont reliés entre eux soit par des corridors écologiques et plus ou moins connectés à des espaces naturels relais et à la matrice écopaysagère. Ils fonctionnent en réseaux de réservoirs, ces réseaux étant plus ou moins fermés/ouverts et interconnectés ou physiquement reliés ; c'est-à-dire directement ou physiquement ou fonctionnellement reliés entre eux pour certains mais pas nécessairement pour tous.
Leur caractérisation et l'établissement de leurs périmètres est en cours dans le cadre des SRCE (pour les régions qui ne l'ont pas encore fait) ; Il peut et doit profiter des inventaires naturalistes (dont ZICO, inventaire national du patrimoine naturel et inventaires ZNIEFF réactiualisés, parfois dits « ZNIEFFs nouvelle génération » qui intègrent une dimension fonctionnelle, permettant, au moins pour partie de réintroduire l'importance fonctionnelle de la biodiversité ordinaire (celle qui régresse le plus), par rapport à la biodiversité dite remarquable (stabilisée ou en moindre régression grâce aux mesures de protections mises en œuvre depuis les années 1970 surtout).

Pour établir les périmètres des réservoirs de biodiversité, les écologues se basent aussi sur les listes rouges de l'UICN, l'inventaire national de la biodiversité, des travaux des observatoires régionaux de la biodiversité, des listes d'espèces endémiques ou protégées (nationale, régionale) des listes d'espèces déterminantes (régionales)…

## Histoire de la notion et de son application
Cette notion est issue du corpus théorique et pratique de l'écologie du paysage.

Elle s'est diffusée à la suite du Grenelle de l'environnement, aux lois Grenelle (Grenelle I, Grenelle II) et à la stratégie paneuropéenne pour la protection de la diversité biologique et paysagère.

## Éléments de définitions
Un réservoir de biodiversité est un espace (parfois dit « cœur de nature ») où, dans une matrice paysagère, la biodiversité est plus marquée, mieux représentée et plus représentative de l'écopotentialité locale et régionale. Les espèces présentes ou potentiellement présentes y trouvent plus facilement les conditions vitales à leur maintien et au fonctionnement des écosystèmes.

Les espèces typiques des milieux qui y sont présentes peuvent s'y épanouir durant toutes les phases normales  de leur cycle de vie (cf. espèces migratrices qui effectuent une partie de leur cycle de vie ailleurs) ; naissance, métamorphose le cas échéant, alimentation, reproduction, repos, hivernage, halte migratoire, et interactions normales avec les autres espèces dans le cas des symbioses, commensalisme, mutualisme, relations prédateur-proies, parasitoses, pollinisation, etc.).
Ce sont souvent des milieux qui abritent des espèces-parapluie et/ou patrimoniales à sauvegarder et qui donc incluent fréquemment déjà des périmètres réglementaires d'aires protégées (dont par exemple réseau Natura 2000, réserve naturelle, arrêté de protection de biotope, réserve naturelle régionale, etc.
On distingue généralement :
1. des réservoirs biologiques qui sont des entités écologiques jouant un important rôle de noyaux de dispersion ;
2. des espaces rassemblant des milieux de grand intérêt ;
3. des espaces pouvant aussi accueillir des individus d'espèces venant d’autres réservoirs de biodiversité.
4. une zone d'extension, autour du réservoir, pouvant parfois aussi jouer le rôle de zone-tampon[4].

En France, l’article R.371-19 II du code de l'environnement, les définit comme 

« des espaces dans lesquels la biodiversité, rare ou commune, menacée ou non menacée, est la plus riche ou la mieux représentée, où les espèces peuvent effectuer tout ou partie de leur cycle de vie (alimentation, reproduction, repos) et où les habitats naturels peuvent assurer leur fonctionnement, en ayant notamment une taille suffisante. Ce sont des espaces pouvant abriter des noyaux de populations d’espèces à partir desquels les individus se dispersent, ou susceptibles de permettre l’accueil de nouvelles populations. »

## Paramètres de définition
Les paramètres étudiés pour les définir et caractériser sont au moins :
- leur taille (superficie) ;
- leur forme, et la Compacité de cette forme (qui a une importance pour leur écotone et la taille de leur « cœur ») ;
- leur histoire ;
- leur naturalité, à évaluer par rapport à l'écopotentialité du territoire considéré ;
- leur connectivité écologique ;
- leur éventuelle fragmentation ;
- leur densité de maillage (par exemple dans le cas d'un bocage, ou d'un complexe de zones humides et réseau hydrographique.

L'analyse de ces critères, avec une approche écosystémique et avec des outils spécifiques (en partie sur SIG) permettent d'évaluer un Potentiel de Réservoir de Biodiversité (PRB).

### Guides, sites et documents d'aide et conseil
- (fr) Exemple de guide, d'échelle communale (Saint-Aubin-Lez-Elboeuf
- « Présentation du Guide « SCoT et Biodiversité en Midi-Pyrénées – Guide méthodologique de prise en compte de la trame verte et bleue » »(Archive.org • Wikiwix • Archive.is • Google • Que faire ?) destiné à faciliter la prise en compte des enjeux biodiversité et trame verte et bleue (TVB) dans les SCoT (Schémas de cohérence territoriale), réalisé par la DREAL Midi-Pyrénées et Asconit consultants, juin 2010 ; « volume 1 : enjeux et méthodes (100 pages) »(Archive.org • Wikiwix • Archive.is • Google • Que faire ?) et « volume 2 : compléments techniques et exemples »(Archive.org • Wikiwix • Archive.is • Google • Que faire ?).
- Portail internet Centre de ressources national Trame verte et bleue, ouvert le 18 octobre 2011
- ENRx (Espaces naturels régionaux du Nord/Pas-de-Calais) et  (présentation); « Guide "Comment passer à l'action" »(Archive.org • Wikiwix • Archive.is • Google • Que faire ?) et "Tirer parti des actions engagées, Cahier technique d'ENRx, 2010-2011